# Mario Andric
Mario Andric (* 4. März 1998 in Kufstein) ist ein österreichischer Fußballspieler.

## Karriere
Andric begann seine Karriere beim SV Thiersee. Zur Saison 2011/12 wechselte er zum FC Kufstein. Zur Saison 2012/13 kam er in die AKA Tirol. Zur Saison 2013/14 wechselte er in die Akademie des FC Red Bull Salzburg. Im Jänner 2016 wechselte er nach Deutschland in die Jugend des 1. FC Kaiserslautern. Zur Saison 2017/18 rückte er in den Kader der Amateure von Kaiserslautern. In eineinhalb Jahren kam er für diese zu 35 Einsätzen in der Oberliga.
Im Jänner 2019 schloss Andric sich dem Regionalligisten Wuppertaler SV an. Für Wuppertal spielte er sechsmal in der Regionalliga. Zur Saison 2019/20 wechselte er zum fünftklassigen SGV Freiberg. Für Freiberg kam er bis zum COVID-bedingten Saisonabbruch zu 19 Einsätzen in der Oberliga.
Zur Saison 2020/21 kehrte der Außenverteidiger in seine Heimat zum Regionalligisten Kufstein zurück. Für Kufstein kam er bis zum COVID-bedingten Saisonabbruch zu 15 Einsätzen in der Tiroler Regionalliga. Zur Saison 2021/22 wechselte Andric zum Bundesligisten WSG Tirol. Sein Debüt in der Bundesliga gab er im August 2021, als er am sechsten Spieltag jener Saison gegen den SK Austria Klagenfurt in der 83. Minute für Leon Klassen eingewechselt wurde. Insgesamt kam er für die WSG zu drei Einsätzen in der höchsten Spielklasse. Im Juli 2022 wurde sein Vertrag in Wattens aufgelöst. Daraufhin kehrte Andric wieder nach Kufstein zurück.